# خواكين ديل أولمو
خواكين ديل أولمو (بالإسبانية: Joaquín del Olmo)‏ هو لاعب كرة قدم ومدرب كرة قدم مكسيكي في مركز الوسط، ولد في 20 أبريل 1969 في تامبيكو في المكسيك. شارك مع منتخب المكسيك لكرة القدم. أما مع النوادي، فقد لعب مع تيبورونيس روخوس دي فيراكروز وتيغريس أونال وفيتيسه آرنهم ونادي أمريكا ونادي أونيفرسيداد ناسيونال ونادي بويبلا ونادي تشياباس ونادي نيكاكسا.

## وصلات خارجية
- خواكين ديل أولمو على موقع الاتحاد الدولي (مؤرشف)  (الإنجليزية)
- خواكين ديل أولمو على موقع قاعدة بيانات كرة القدم.إي يو (الإنجليزية)
- خواكين ديل أولمو على موقع ناشيونال فوتبول تيمز (الإنجليزية)
- خواكين ديل أولمو على موقع Soccerway.com (الإنجليزية)
- خواكين ديل أولمو على موقع أوليمبيديا (الإنجليزية)